# Пломин Лука
Пломин Лука (итал. Porto Fianona) је насељено место у саставу општине Кршан у Истарској жупанији, Хрватска. До територијалне реорганизације у Хрватској налазили су се у саставу старе општине Лабин.

## Географија
Пломин Лука је насеље и залив смештено на самом крају Пломинског залива, 500 метара југозападно од Пломина и 6 км југоистично од средишта општине Кршан на надморској висини од 4 м. Лука је била место помораца и рибара, а у 19. веку почео се експоатисати и угаљ. Некад је била важно трговачко и поморско средиште. До краја Другог светског рата постојале су сталне бродске линије са Ријеком, Цресом и Лошињем.

## Историја
На месту данашњег насеља налазила се античка Фланона. Исушивањем Чепићког језера 1932.односно затварањем, залива и гата Пломин Луке (у који се укрцавао боксит) муљем, након што је вештачким путем отворено ушће понорнице Бољунчице, довело је до пропадања насеља, које је након Другог цсветског рата, потпуно напуштено.
Поново је оживела изградње термоекектарана Пломин I и Пломин II, уз које је никло стамбено насеља за раднике. То је ревитализовало Пломин Луку, а нагрдило живописну драгу.

## Становништво
Према последњем попису становништва из 2011. године у насељу Пломин Лука живела су 173 становника.
| година пописа  | 1857 | 1869 | 1880 | 1890 | 1900 | 1910 | 1921 | 1931 | 1948 | 1953 | 1961 | 1971 | 1981 | 1991 | 2001 | 2011 |
| бр. становника | 0    | 0    | 252  | 353  | 410  | 448  | 0    | 0    | 357  | 257  | 310  | 286  | 222  | 192  | 204  | 173  |

Напомена:у пописима 1857. 1869. 1921. и 1931. подаци су садржани у насељу Пломин, као и део података из 1948. Од 1880. до 1910. истазивно под именом Порто, а од 1921. до 1971. под именом Пломин Лука.